# Mount Roberts
Mount Roberts ist ein 955 m hoher, dunkler und hauptsächlich unvereister Berg mit einem abgeflachten, leicht ansteigenden Gipfel im Norden des Grahamlands auf der Antarktischen Halbinsel. Im Süden der Trinity-Halbinsel ragt er isoliert östlich des Detroit-Plateaus und 5 km südlich des Aitkenhead-Gletschers auf.
Der Falkland Islands Dependencies Survey (FIDS) kartierte ihn 1945. Namensgeber ist David William Roberts (1886–1970), Manager der Falkland Islands Company, der die Arbeiten des FIDS unterstützt hatte.